# Ismaël Le Mouël
Pour les articles homonymes, voir Le Mouël.
Ismaël Le Mouël, né le 27 décembre 1984 à Pontivy, est un entrepreneur social français. 
À sa sortie de l'École polytechnique, il passe plusieurs mois en Argentine découvrir l’univers des entreprises autogérées. Il revient en France en 2008 et intègre l'École des hautes études commerciales de Paris. En 2010, il cofonde la plateforme de financement associatif HelloAsso et la SocialGoodWeek dont il quitte la présidence en 2019. 
Depuis il s'engage pour la justice sociale, la liberté d'association, mais aussi sur les sujets de méritocratie.  

## Biographie

### Études
Il effectue ses études de la seconde à la terminale au lycée Jules Michelet de Montauban (Tarn-et-Garonne). Il poursuit sa scolarité au lycée Pierre-de-Fermat (passant par une MPSI/MP*) avant d'intéger en 2004 l'École polytechnique où il sera trésorier de la caisse des élèves. Puis il part plusieurs mois en Argentine en tant qu'assistant de José Abelli, porte parole du Mouvement national des entreprises autogérées. 
Il intègre également l'École des hautes études commerciales de Paris en 2008, ou il se spécialise en entrepreneuriat. 

### Carrière professionnelle
Fin 2009, diplôme obtenu, il crée avec Léa Thomassin, la première plateforme de crowdfunding gratuite : HelloAsso (anciennement Mailforgood). 
Il a aussi lancé la SocialGoodWeek, une semaine dédiée à l’impact social des nouvelles technologies. Ismaël Le Mouël est également conseiller du réseau mondial +SocialGood, lancé par la Fondation des Nations unies.
Il reçoit en 2014, en tant que président de HelloAsso, le soutien du Président de la République dans le cadre du label La France s'Engage,. Quelques mois plus tard, en décembre 2014, il est reçu à l'Élysée par François Hollande dans le cadre de la SocialGoodWeek.
En novembre 2015 il est également nommé, par arrêté du Premier Ministre, membre de la Commission nationale consultative des droits de l'Homme.  
En décembre 2019, il quitte la Présidence de HelloAsso.